# Le Balcon (Manet)
Pour les articles homonymes, voir Le Balcon.
le balcon est un tableau réalisé par le peintre Édouard Manet et présenté au Salon de Paris de 1869. La toile représente notamment Berthe Morisot (à gauche), qui deviendra en 1874 la belle-sœur de Manet, et le peintre Antoine Guillemet.

## Inspiration et description
La toile, inspirée des Majas au balcon de Francisco Goya, a été réalisée à la même époque et dans la même intention que le Déjeuner dans l'atelier. Les trois personnages, tous amis de Manet, semblent n’être reliés par rien : tandis que Berthe Morisot, à gauche, fait figure d'héroïne romantique et inaccessible, la jeune violoniste Fanny Claus, épouse de son ami le peintre Pierre Prins, et le peintre Antoine Guillemet paraissent habiter un autre monde. Le vert agressif et audacieux du balcon, par ailleurs, fit couler beaucoup d'encre, comme en témoigne l'article qui est consacré à l'œuvre par le Grand Dictionnaire universel du XIXe siècle en 1878 :

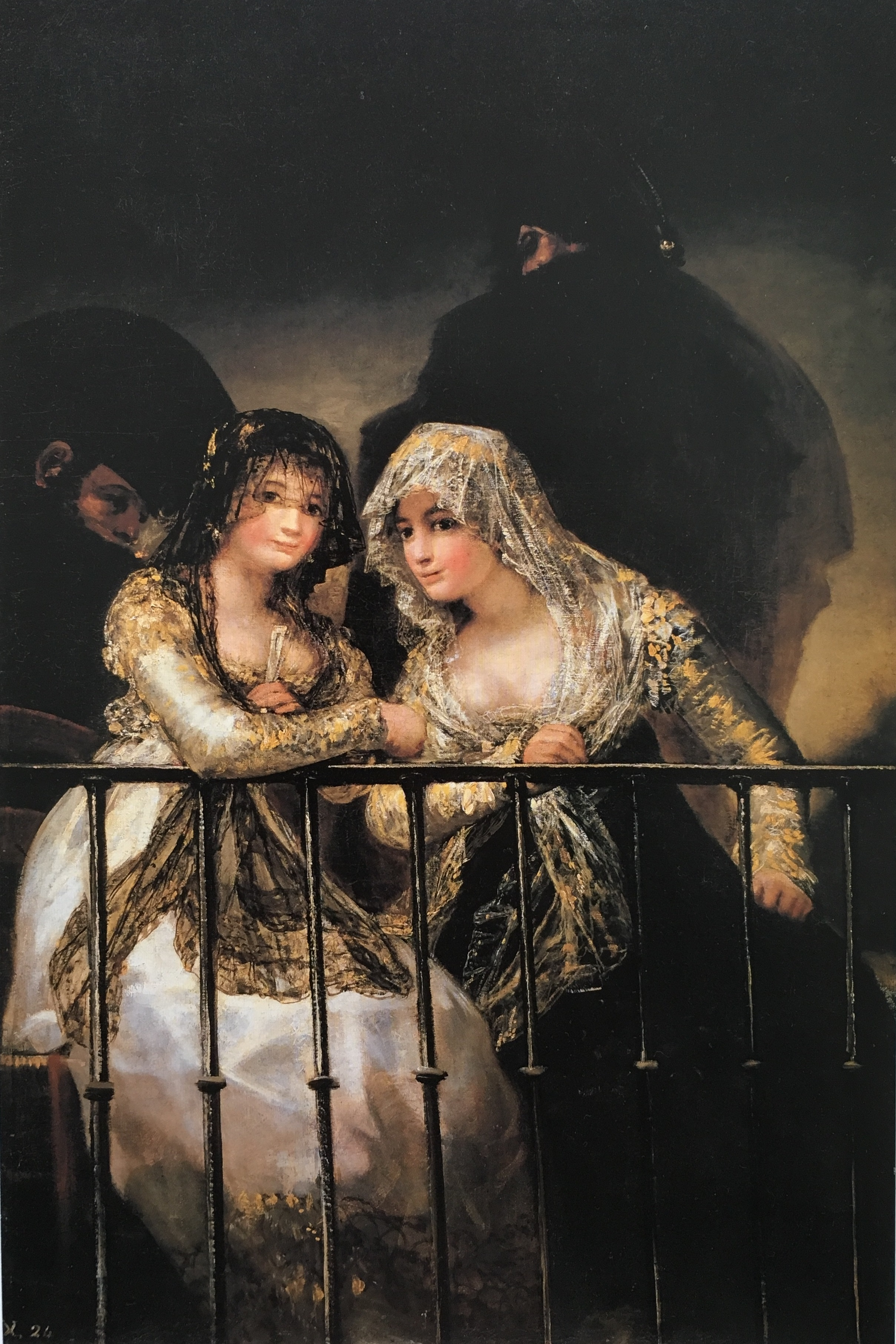
Francisco Goya, Majas au balcon (vers 1808-1812).

« Ce tableau a été exposé au Salon de 1869 ; il est un de ceux qui ont contribué à former cette réputation d'excentricité réaliste, cette renommée de mauvais goût qui s'est attachée à M. Manet. »

— Tome XVI, p. 281.

## Histoire de l'œuvre
Le tableau a été acheté par Gustave Caillebotte(1848-1894) en février 1884 pour la somme importante de 3 000 francs, dans l'atelier de Manet, après sa mort. Il a fait partie du legs Caillebotte à l'État après sa mort.

## Appropriations
René Magritte en a offert un détournement grinçant en 1950 : Perspective II, Le Balcon de Manet.
En 1984, Herman Braun-Vega intègre Le Balcon avec les Femmes au jardin de Monet dans une composition élargie au premier plan de laquelle on trouve assises deux pauvres péruviennes attendant de vendre quelques plantes potagères empilées devant elles. Dans ce tableau intitulé En attendant (Monet et Manet), Braun-Vega souligne le contraste entre l'aisance du Nord, représentée par les personnages endimanchés de Manet et Monet, et la pauvreté du Sud, représentée par les marchandes de légumes péruviennes.